# سيليلي
سيليلي هو الإلهة المذكورة في القرص السادس من ملحمة جلجامش. يعترض جلجامش على عوامل الجذب غير المرغوب فيها للإلهة عشتار، وتعداد عشاقها السابقين، والمصائب التي تصيبهم. وأدعي بأن عشتار كانت تحب الحصان في إحدى الأيام، ولكن في نهاية المطاف قضت عدداً من مصائبه، بما في ذلك العويل المستمر لـ «والدته سيليلي». ولأن سيليلي لا تُذكر إلا بشكل عابر، فليس هناك الكثير مما يمكن قوله عن شخصيتها، إلا أنها شخصية إلهية مرتبطة ارتباطاً وثيقا بالحصان. 